# اکاری واتام
اکاری واتام (به انگلیسی: Akkarai Vattam) یک منطقهٔ مسکونی در هند است که در تامیل نادو واقع شده‌است.

## خصوصیات
اکاری واتام ۱٬۱۴۷ نفر جمعیت دارد.